# Патнем (округ, Західна Вірджинія)
Шаблон:StateAbbr_ 38°31′ пн. ш. 81°55′ зх. д. / 38.51° пн. ш. 81.91° зх. д.
Округ  Патнем (англ. Putnam County) — округ (графство) у штаті  Західна Вірджинія, США. Ідентифікатор округу 54079.

## Історія
Округ утворений 1818 року.

## Демографія
За даними перепису 2000 року загальне населення округу становило 51589 осіб, зокрема міського населення було 30696, а сільського — 20893. Серед мешканців округу чоловіків було 25363, а жінок — 26226. В окрузі було 20028 домогосподарств, 15291 родин, які мешкали в 21621 будинках. Середній розмір родини становив 2,96.
Віковий розподіл населення поданий у таблиці:
| Стать    | До 15 років | 15-21 | 22-29 | 30-39 | 40-49 | 50-65 | 65-85 | Понад 85 |
| -------- | ----------- | ----- | ----- | ----- | ----- | ----- | ----- | -------- |
| Чоловіки | 5555        | 2298  | 2327  | 3805  | 4384  | 4426  | 2391  | 177      |
| Жінки    | 5160        | 2174  | 2474  | 4081  | 4434  | 4510  | 2992  | 401      |

## Суміжні округи
- Мейсон — північ
- Джексон — північний схід
- Кенова — схід
- Лінкольн — південь
- Кабелл — захід

## Виноски
1. ↑  US Decennial Census. US Census Bureau. Процитовано 11 січня 2014.
2. ↑  Historical Census Browser. University of Virginia Library. Архів оригіналу за 11 серпня 2012. Процитовано 11 січня 2014.
3. ↑  Population of Counties by Decennial Census: 1900 to 1990. US Census Bureau. Процитовано 11 січня 2014.
4. ↑  Census 2000 PHC-T-4. Ranking Tables for Counties: 1990 and 2000 (PDF). US Census Bureau. Процитовано 11 січня 2014.
5. ↑  State & County QuickFacts. Бюро перепису населення США. Архів оригіналу за 19 лютого 2016. Процитовано 11 січня 2014.(англ.) Наведено за англійською вікіпедією.
6. ↑  American FactFinder. Бюро перепису населення США. Архів оригіналу за 26 лютого 2012. Процитовано 31 січня 2008.

| США | Це незавершена стаття з географії США. Ви можете допомогти проєкту, виправивши або дописавши її. |